# Conny Aerts
Conny Aerts   (Brasschaat, 26 de gener de 1966) és una professora belga (flamenca) d'astrofísica. Està especialitzada en asterosismologia. Està associada amb la KU Leuven i la Universitat Radboud, on dirigeix la Càtedra del grup d'Astrosismologia.
L'any 2012 es va convertir en la primera dona a rebre el Premi Francqui en la categoria de Ciència i Tecnologia. El 2022, es va convertir en la tercera dona a rebre el Premi Kavli d'Astrofísica pel seu treball en asterosismologia.

## Biografia
Aerts va néixer a Brasschaat, Bèlgica. Va rebre la llicenciatura i el màster en matemàtiques per la Universitat d'Anvers. Va participar en l'International Astronomical Youth Camp el 1987 i el 1988. Després va completar el seu doctorat el 1993 a la KU Leuven. En acabar, va passar diversos mesos fent recerca a la Universitat de Delaware. Va ser becaria postdoctoral del Fons per a la Recerca Científica de 1993 a 2001, quan va ser nomenada professora a la KU Leuven. Va esdevenir primer professora associada el 2004, i després professora titular el 2007 a la KU Leuven.

## Investigació
En la seva investigació, utilitza les oscil·lacions de les estrelles per determinar el perfil de rotació interna de les estrelles. Les oscil·lacions s'obtenen tant de telescopis terrestres com espacials. En el seu projecte PROSPERITY, va utilitzar dades obtingudes del satèl·lit CoRoT i del satèl·lit Kepler de la NASA. Actualment és la investigadora principal belga de la missió PLATO.
Aerts va desenvolupar una metodologia utilitzant la classificació de mescles gaussianes per analitzar les dades. Ella ho fa servir per determinar l'estructura estel·lar i informar models estel·lars dins de la teoria de l'evolució estel·lar. Amb aquestes tècniques ha fet una sèrie de descobriments, inclòs el de la rotació no rígida en estrelles gegants.
Els models teòrics que desenvolupa basats en les oscil·lacions de les estrelles també li permeten determinar l'edat de les estrelles amb una gran precisió.
Aerts ha rebut dues vegades una beca avançada del Consell Europeu de Recerca: l'any 2008 per PROSPERITY, i de nou l'any 2015 per un projecte titulat MAMSIE (Mixing and Angular Momentum Transport of Massive Stars).

## Sensibilització
Aerts és vicedegana de Comunicació i Difusió de la Facultat de Ciències de la KU Leuven. S'ha expressat sobre la necessitat d'augmentar la igualtat de gènere a les ciències, i és membre del Grup de Treball de Dones en Astronomia de la Unió Astronòmica Internacional.

## Premis i reconeixements
- El 2010 va ser escollida membre honorària de la Royal Astronomical Society.[14]
- El 2011 va ser escollida membre de la Reial Acadèmia Flamenca de Ciències i Arts.[14]
- L'any 2012 va guanyar el premi Francqui.[8]
- El 2016 va rebre el títol de Comandant de l'Ordre de Leopold.[15]
- El 2017 va participar en la conferència Hintze a la Universitat d'Oxford, donant també una conferència pública titulada «Starquakes expose stellar heartbeats».[6]
- El 2018 va ser guardonada amb la Conferència Lodewijk Woltjer de l'ESA pel seu treball en el camp de l'asterosismologia.[10]
- El 2019, l'asteroide 413033 Aerts va ser nomenat en el seu honor.[16] El Minor Planet Center va publicar el MoMP oficial el 18 de maig de 2019 (M.P.C. 114955).[17]
- El 2020 va ser guardonada amb el Premi d'Excel·lència en Ciències Exactes de la Fundació per a la Recerca - Flandes.[18]
- El 2022 va ser guardonada amb el Premi Kavli d'Astrofísica.[19]